# Naturaldividende

Partizipationsschein über 1000 Franken der Hotel Waldstätterhof AG in Brunnen vom 30. April 1991 mit Bonuscoupons für die Naturaldividende

Die Naturaldividende ist der Teil des Gewinns, den eine Aktiengesellschaft nicht als Geld, sondern in Sachwerten (z. B. Produkten des Unternehmens) ausschüttet.

## Ausschüttung in Form von Produkten und Dienstleistungen
Teilweise erhalten Aktionäre vergünstigt oder kostenfrei Produkte oder Dienstleistungen des Unternehmens als Teil oder anstelle der Dividende.
Einige Beispiele: So erhält man bei der Firma Hapimag als Naturaldividende Wohnrechte in den unternehmenseigenen Ferienanlagen. Der Zoo Zürich bietet seinen Aktionären freien Eintritt an einem Tag des Jahres.

## Verpflegung auf der Hauptversammlung
Mit „Naturaldividende“ wird auch die Verpflegung während der Hauptversammlung in Form von Nahrungsmitteln, Getränken oder Sachgeschenken für die Aktionäre umschrieben. Neben der eigentlichen Dividende sowie den Kursgewinnen stellt die Naturaldividende für viele Aktionäre einen zusätzlichen Anreiz dar, in eine Gesellschaft zu investieren oder die Zusammenkunft zu besuchen.
Kleinanleger profitieren auf Hauptversammlungen von Unternehmen verschiedener Größe und Branchenzugehörigkeit überproportional von der Naturaldividende, da diese im Gegensatz zur eigentlichen Dividende und zu den Kursgewinnen nicht aus dem anteiligen Besitz am Unternehmen errechnet wird, sondern sich lediglich aus der Anwesenheit des Aktionärs bei der Hauptversammlung herleitet. Die Schwäbische Bank in Stuttgart brachte hierzu zwischen 1987 und 2005 jährlich den so genannten kulinarischen Hauptversammlungsführer Schwäbische Aktien - »zom Fressa’gern« heraus. Die Einstellung der bei Kleinaktionären beliebten Broschüre erfolgte, da die Aktiengesellschaften die notwendigen Daten über die vorgesehene Bewirtung nicht mehr mitteilten.
Häufig wird beobachtet, dass missbräuchlich Naturaldividenden während der Veranstaltung in mitgebrachte Behältnisse abgefüllt und so für den späteren häuslichen Verzehr verwendet werden.

## Steuerliche Behandlung
Grundsätzlich ist auch eine Naturaldividende im Sinne der vergünstigten Abgabe von Produkten und Dienstleistungen nach deutschem Steuerrecht einkommensteuerpflichtig. Jedoch spielen Naturaldividenden in der steuerlichen Praxis keine nennenswerte Rolle.
Im Schweizerischen Steuerrecht ist die Naturaldividende in Art. 24 Abs. 1 lit. c VStV geregelt.